# Xiphiopsylla hippia
Xiphiopsylla hippia  (лат.) — вид блох из семейства Xiphiopsyllidae.  Восточная Африка: Кения. Среди хозяев отмечены мышиные следующих родов и видов: Lophuromys zena, Lophuromys flavopunctatus, Rattus morio, Otomys, 
Otomys irroratus, Mastomys natalensis, Praomys morio. Длина самок 3—3,2 мм, самцов — 2,8—3 мм. Имеют зубчики на абдоминальных 1-4 сегментах. 8-й тергит самцов хорошо развит, а 9-й тергит самок полностью редуцирован. Торакс и брюшко покрыты однообразными утолщенными щетинками.